# Crédito

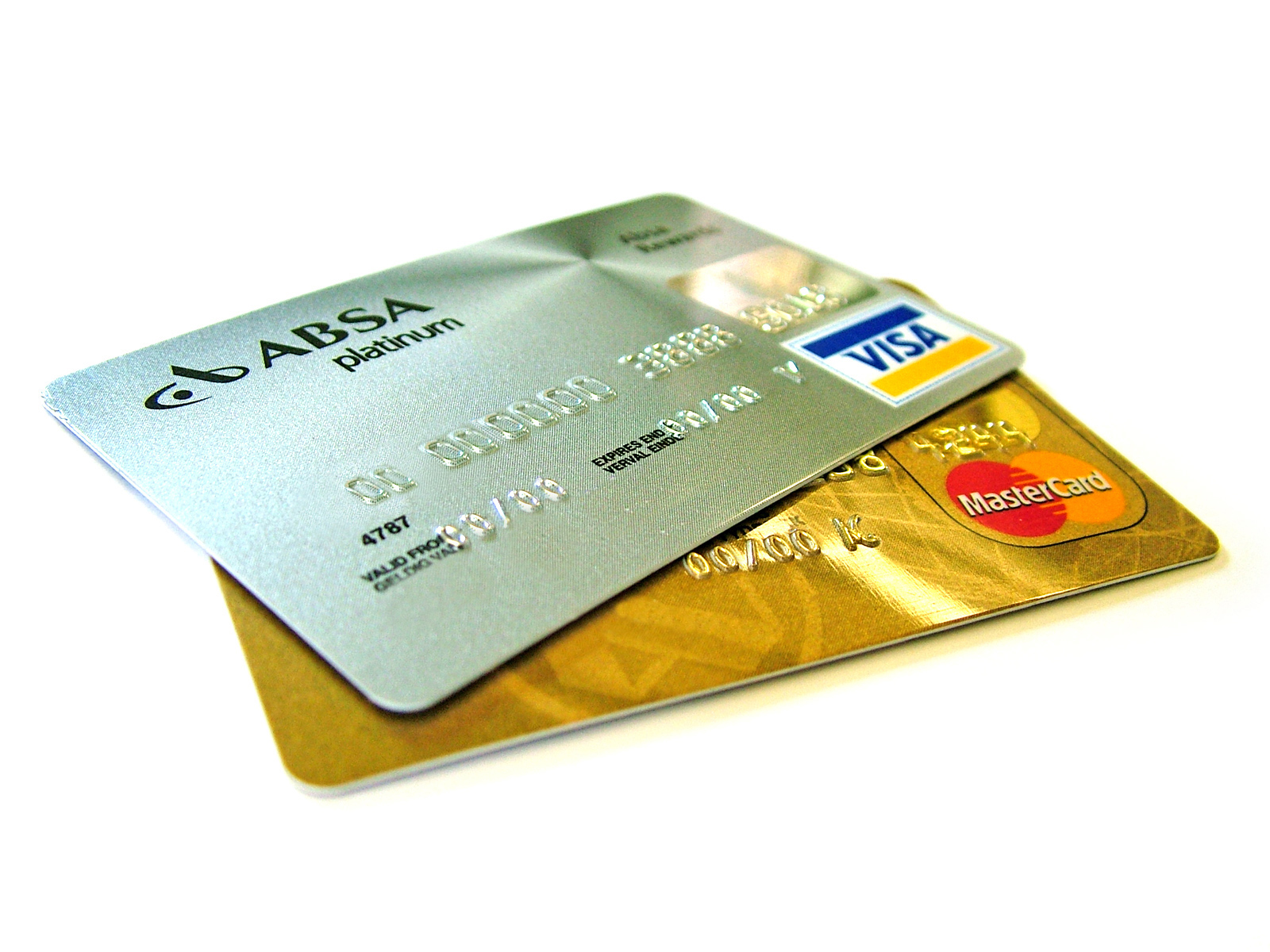
Una tarjeta de crédito es una forma común de crédito. Con una tarjeta de este tipo, la compañía proveedora, a menudo un banco, concede una línea de crédito al titular de la tarjeta. El titular de la tarjeta puede hacer compras en los comercios y pedir prestado el dinero para estas compras por medio de la tarjeta de crédito.

El crédito o contrato de crédito es una operación financiera en la que una persona (el acreedor) realiza un préstamo por una cantidad determinada de dinero a otra persona (el deudor) y en la que este último, se compromete a devolver la cantidad solicitada en el tiempo o plazo definido, además de pagar intereses devengados, seguros y costos asociados si los hubiere, de acuerdo a las condiciones establecidas en el contrato de dicho préstamo.

## Etimología

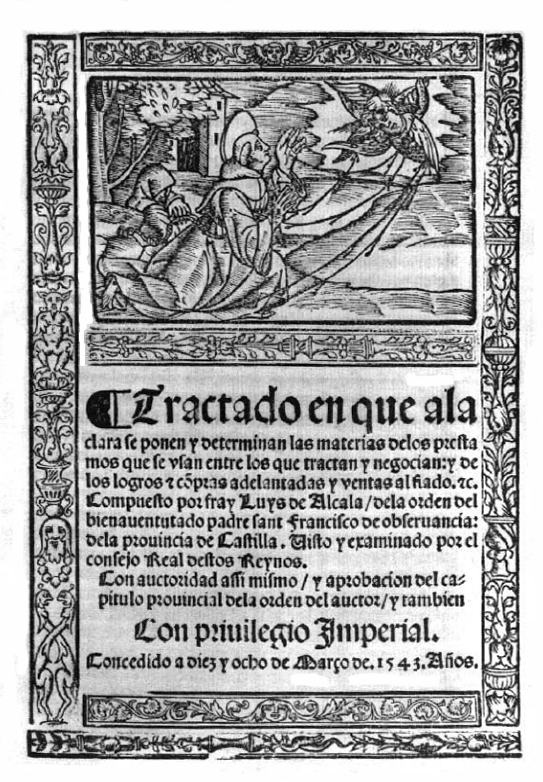
Tratado sobre los préstamos (Luis de Alcalá, 1543)

La palabra crédito proviene del latín credĭtum (sustantivación del verbo credere: creer), que significa "cosa confiada". Así "crédito" en su origen significa entre otras cosas, confiar o tener confianza.

## Definición
Se considera crédito el derecho que tiene una persona acreedora a recibir de otra deudora una cantidad en numerario para otros. El crédito, según algunos economistas,[¿quién?] es una especie de cambio que actúa en el tiempo en vez de actuar en el espacio. Puede ser definido como «el cambio de una riqueza presente por una riqueza futura». Así, si un molinero vende 100 sacos de trigo a un panadero, a 90 días plazo, significa que confía en que llegada la fecha de dicho plazo le será cancelada la deuda. En este caso se dice que la deuda ha sido «a crédito, a plazo».
En la vida económica y financiera, se entiende por crédito, por consiguiente, la confianza que se tiene en la capacidad de cumplir, en la posibilidad, voluntad y solvencia de un individuo, por lo que se refiere al cumplimiento de una obligación contraída.
Jurídicamente el crédito es una especie de contrato de mutuo, ya que el préstamo de cualquier especie consumible, como dinero, en cuyo caso denominamos crédito, u otros objetos que se agotan con su primer uso, como los alimentos o los artículos desechables se realizan entre dos partes.

## Crédito revolvente
Es aquel que se puede utilizar repetidamente y retirar fondos hasta un límite autorizado, por lo que la cantidad de crédito disponible disminuye cada vez que se pide prestado y aumenta cuando se paga.
Los clientes de tarjetas de crédito pueden tener diferentes formas para pagar el uso de su línea de crédito. Por lo general se realiza en cuotas o en modalidad revolving y las personas que tienen esta modalidad pueden realizar un pago menor al total facturado en el período (llamado "Pago Mínimo").
El pago mínimo puede ser fijado por la entidad financiera mediante una cuota expresada en euros, que se mantendrá fija, o mediante un porcentaje sobre el total del crédito.
El saldo (la diferencia entre lo facturado y lo pagado), genera una nueva deuda (revolving) a la que se le aplica la tasa de interés vigente para el período y se adiciona al saldo de deuda de esta modalidad, correspondientes a los períodos anteriores si existieren y esta deuda puede ser pagada (amortizada) por el cliente de manera diferida en el tiempo. Esta modalidad ha generado abusos por parte de las entidades financieras. Actualmente los abogados especialistas, están comenzando a recuperar el dinero que se ha pagado de más.
Puede darse el efecto "bola de nieve" en el crédito revolving, por el que el consumidor no alcanza a pagar el principal mediante su cuota, añadiéndose los intereses al principal y generando nuevos intereses, en el derecho español es conocido este efecto como anatocismo.

## Tipos de créditos

### Por deudor
- Crédito personal: Dinero que entrega el banco o financiera a un individuo, persona física, y no a persona jurídica, para adquirir un bien mueble (entiéndase así por bienes que no sean propiedades/viviendas), el cual puede ser pagado en el mediano o corto plazo (1 a 6 años).
- Crédito comercial: Préstamo que se realiza a empresas de indistinto tamaño para la adquisición de bienes, pago de servicios de la empresa o para refinanciar deudas con otras instituciones y proveedores de corto plazo.
- Crédito empresarial: Tipo de financiamiento que funciona para solventar deudas de una compañía. Suele otorgarse en grandes cantidades para que la empresa pueda impulsar grandes proyectos.

### Por destino
- Crédito al consumo: Préstamo a corto o mediano plazo (1 a 4 años) que sirve para adquirir bienes o cubrir pago de servicios.[2]
- Crédito hipotecario: Es un préstamo utilizado para la compra de una propiedad ya construida, un terreno, la construcción de viviendas, oficinas y otros bienes raíces, con la garantía de la hipoteca sobre el bien adquirido o construido; normalmente es pactado para ser pagado en el mediano o largo plazo (8 a 40 años, aunque lo habitual son 20 años).[3]
- Crédito prendario: Dinero que le entrega el banco o entidad financiera a una persona física para comprar un bien mueble. Generalmente el elemento debe de ser aprobado por el banco o entidad financiera, y puesto que este bien mueble a comprar quedara con una prenda, hasta una vez saldada la deuda con la entidad financiera.
- Crédito automotor: Es un crédito que se otorga con la finalidad de adquirir un auto. Se puede solicitar ante bancos, concesionarios, o la división de financiamiento del fabricante del vehículo a comprar. Algunos portales ofrecen varios tipos de créditos automotrices como el de crédito automotor que también pueden incluir hasta el seguro del auto.
- Crédito educativo: Es un préstamo que se otorga a los estudiantes para que realicen o continúen con sus estudios. La tasa de interés suele ser baja y el plazo de pago puede ser hasta el doble del tiempo por el que se contó con el crédito. También pueden ser útiles para financiar estudios en el extranjero o estancias de investigación.

### Por formato
- Créditos tradicionales: Préstamo que contempla un pie y un número de cuotas a convenir. Habitualmente estas cuotas incluyen seguros ante cualquier siniestro involuntario.
- Crédito consolidado: Es un préstamo que reúne todos los otros préstamos que un prestatario tiene en curso, en un único y nuevo crédito. Habitualmente estos préstamos consolidados permiten a quienes los suscriben pagar una cuota periódica inferior a la suma de las cuotas de los préstamos separados, si bien en contraprestación suele prolongarse el plazo del crédito o el tipo de interés a aplicar.
- Crédito rápido: Es un tipo de préstamo que suelen comercializar entidades financieras de capital privado, de baja cuantía y cierta flexibilidad en los plazos de amortización. Se trata de créditos de pequeñas cantidades que son devueltos en un corto espacio de tiempo, de manera que los intereses no se conviertan en una gran deuda. La mayoría de créditos rápidos son solicitados a través de Internet y pueden ser concedidos a personas que se encuentran en listas de morosos como el RAI, el ASNEF,[4] o el Clearing[5] de la empresa internacional Equifax.
- Microcrédito: Pequeña cantidad de dinero prestada a una persona pobre, normalmente sin bienes para respaldarla, con la finalidad de que emprenda un negocio o apoye el que ya tiene.
- Minicrédito: Préstamo de baja cuantía (hasta 600 euros) a devolver en no más de 30 días que conceden las entidades de crédito. Se caracterizan por su solicitud ágil, su aprobación o denegación rápidas y por ser bastante más caros que los préstamos bancarios.
- Crédito sindicado:  El que es concedido, en una única operación, normalmente de gran magnitud, por varias entidades financieras,[1] que así se reparten los riesgos.
- Préstamos en línea: Son préstamos otorgados a través de Internet, mediante un asesor económico, el cual se encarga de verificar la identidad del usuario, y una vez aprobada, se procede a hacer el depósito de los fondos a la cuenta o método elegido por el usuario.[6]

## Aspectos fundamentales para el análisis crediticio
- Historial crediticio del solicitante[7] (por ejemplo, historial de reembolso de préstamos, días en mora por pagos adeudados, solicitudes de crédito, etc.).
- Garantías (en inglés, collaterals) otorgadas por el solicitante (por ejemplo, firma de pagaré, prenda sobre vehículo, hipoteca sobre inmueble, etc.).
- Capacidad de pago del solicitante (por ejemplo, salario y otros ingresos versus gastos, obligaciones y otros egresos).
- Capital o patrimonio neto del solicitante para responder al crédito (por ejemplo, activos versus pasivos).
- Condiciones en que se encuentra la persona solicitante[8] (por ejemplo, profesión o tipo de empleo, situación de familia, etc.).